# Lagodon rhomboides
Lagodon rhomboides is een  straalvinnige vissensoort uit de familie van de zeebrasems (Sparidae). De wetenschappelijke naam van de soort is als Sparus rhomboides gepubliceerd in 1766 door Linnaeus.